# 468 př. n. l.

## Hlava státu
- Perská říše – Xerxés I. (486–465 př. n. l.)
- Egypt – Xerxés I. (486–465 př. n. l.)
- Sparta – Pleistarchos (480–458 př. n. l.) a Archidámos II. (469–427 př. n. l.)
- Athény – Apsephion (469–468 př. n. l.) » Theagenides (468–467 př. n. l.)
- Makedonie – Alexandr I. (498–454 př. n. l.)
- Epirus – Admetus (470–430 př. n. l.)
- Římská republika – konzulé T. Quinctius Capitolinus Barbatus a Q. Servilius Structus Priscus (468 př. n. l.)
- Syrakusy – Hiero I. (478–466 př. n. l.)
- Kartágo – Hanno II. (480–440 př. n. l.)